# NGC 166

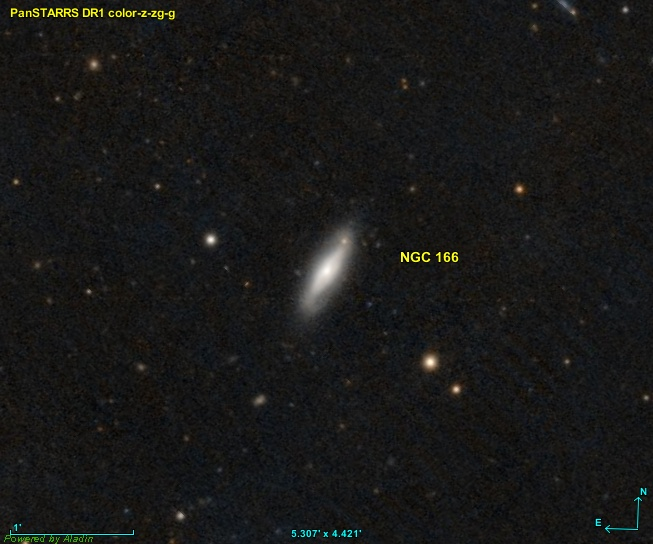
NGC 166

NGC 166 (MCG -2-2-63)是鲸鱼座的一個螺旋星系，它有一个活动星系核，它的哈伯序列为Sa。它位于黄道以南。星等為14.5，赤經為35分48.8秒，赤緯為-13°36'38"。估计它距离银河系2.71亿光年，它的直径估计为7万光年。在它的附近还有两个星系IC 27和IC 28。
NGC 166是在1886年被美国天文学家法蘭斯·萊文沃思發現。

## 外部連結
- NGC 166
- SIMBAD Astronomical Database